# L. Blaine Hammond
Lloyd Blaine Hammond, Jr. (* 16. Januar 1952 in Savannah, Georgia) ist ein ehemaliger US-amerikanischer Astronaut. 
Hammond erhielt 1973 einen Bachelor in Ingenieurwissenschaft und Mechanik von der United States Air Force Academy und 1974 einen Master im gleichen Fach vom Georgia Institute of Technology. 1975 schloss er auf der Reese Air Force Base in Texas seine Pilotenausbildung ab. Von 1976 bis 1979 war er auf der Hahn Air Base in Deutschland stationiert, anschließend bis 1980 Pilotenausbilder auf der Williams Air Force Base in Arizona. 1981 besuchte er die Empire Test Pilots‘ School in Großbritannien. Ab 1982 war er Pilotenausbilder auf der US Air Force Test Pilot School auf der Edwards Air Force Base in Kalifornien.

## Astronautentätigkeit
Hammond wurde im Mai 1984 von der NASA als Astronautenanwärter ausgewählt. Nach seiner Ausbildung zum Shuttle-Piloten arbeitete er als Verbindungssprecher (CAPCOM), half bei den Startvorbereitungen am Kennedy Space Center und er entwickelte und testete neue Soft- und Hardware für das Space Shuttle.
Nach seinen beiden Raumflügen wurde er Leiter der Abteilung Flugunterstützung und leitender CAPCOM. Anschließend war er Sicherheitsabteilungsleiter des Astronautenbüros, zuständig für die Sicherheit der T-38-Flugzeuge, der Space Shuttles und der Internationalen Raumstation (ISS).

### STS-39
Am 28. April 1991 startete Hammond als Pilot der Raumfähre Discovery ins All. STS-39 war die erste nicht-geheime Shuttle-Mission des US-Verteidigungsministeriums. Bei dieser Mission wurde lediglich das MPEC-Experiment als geheim eingestuft. Des Weiteren wurden die südlichen Polarlichter untersucht, verschiedene Experimente durchgeführt und mehrere kleine Satelliten ausgesetzt.

### STS-64
Seinen zweiten Flug unternahm Hammond im September 1994 als Pilot des Space Shuttles Discovery. Im Rahmen von STS-64 wurden das laseroptische Radarsystem LITE getestet. Eine weitere Aufgabe war das Aussetzen und Bergen des astronomischen Forschungssatelliten SPARTAN-201, einem frei fliegendem Satelliten zur Erforschung des Sonnenwindes und der Sonnenkorona. Nach elf Tagen im Weltraum landete er am 20. September 1994 auf der Edwards Air Force Base in Kalifornien.

## Nach der NASA
Zurzeit arbeitet Hammond als Testpilot für die Flugzeugfirma Gulfstream.

## Privates
Blaine Hammond ist verheiratet und hat ein Kind.